# Hitlista
Hitlista ili tabela rekorda u muzičkoj industriji, koja se takođe naziva muzička lista, je rangiranje snimljene muzike prema određenim kriterijumima tokom datog perioda. Mnogo različitih kriterijuma se koristi u svetskim listama, često u kombinaciji. To uključuje prodaju rekorda, količinu emitovanja na radiju, broj preuzimanja, i količinu aktivnosti strimovanja.
Neke liste su specifične za određeni muzički žanr, a većina za određenu geografsku lokaciju. Najčešći period pokriven listom je nedelju dana, pri čemu se lista štampa ili emituje na kraju tog perioda. Sažete liste za godine i decenije se zatim izračunavaju iz njihovih sastavnih nedeljnih listi. Komponentna lista postala je sve važniji način za merenje komercijalnog uspeha pojedinačnih pesama.
Uobičajeni format radijskih i televizijskih programa je da se vodi niz muzičkih lista.

## Hit sa liste
Hit sa liste je snimak, identifikovan po njegovom uvrštavanju u listu koji koristi prodaju ili druge kriterijume za rangiranje popularnih izdanja, koji je visoko rangiran po popularnosti u poređenju sa drugim pesmama u istom vremenskom okviru. Prvi na listi i srodni termini (poput broj jedan, hit br. 1, vrh na listi, hit liste i tako dalje) se široko koriste u uobičajenim razgovorima i marketingu i proizvoljno su definisani. Zbog svoje vrednosti u promociji izvođača i izdanja, kako direktno potrošačima, tako i podsticanjem izlaganja na radiju, televiziji i drugim medijima, pozicioniranje na listama je dugo bilo predmet ispitivanja i kontroverzi. Metodologija sastavljanja listi i izvori podataka variraju, u rasponu od „listi žagora“ (zasnovanih na mišljenjima različitih stručnjaka i kreatora ukusa), do grafikona koji odražavaju empirijske podatke kao što je maloprodaja. Prema tome, top na listi može biti bilo šta, od izbora „insajdera“ do izuzetno prodavanog izdanja. Većina grafikona koji se koriste za određivanje postojeće popularnosti u matičnom toku oslanjaju se na merljive podatke.
Učinak na listi rekorda je inherentno relativan, jer se istovremeno rangiraju pesme, albumi i ploče jedni sa drugima, za razliku od metoda sertifikacije prodaje muzičkih snimaka, koje se izražavaju apsolutnim brojevima. Poređenje pozicija pesama na top listama u različito vreme stoga ne pruža tačno poređenje ukupnog uticaja pesme. Priroda većine lista, posebno nedeljnih, takođe favorizuje pesme koje se veoma dobro prodaju tokom kratkog perioda; stoga, pesma koja je samo kratko popularna može da bude bolje rangirana od pesme koja se prodaje u većem broju kopija na duže staze, ali sporije. Kao rezultat toga, najveći hit singl benda možda nije njegov najprodavaniji singl.
Prema Džoelu Vitburnu, američka trgovačka publikacija Bilbord predstavila je Hot 100 4. avgusta 1958. Ovo je bila prva lista u SAD koja je „potpuno integrisala najprodavanije i najslušanije pop singlove.“ Od 1958. do 1991. godine Bilbord je sastavio grafikon na osnovu lista pesama koje su objavile radio stanice i istraživanja maloprodajnih centara. Pre 1958. godine objavljivano je nekoliko top lista, uključujući „Najprodavanije u prodavnicama“, „Najviše puštano od strane džokeja“ (kasnije oživljeno pod imenom Hot 100 Airplay) i „Najviše puštano u džuk boksovima“, a u kasnijim kolekcijama hitova sa top listi, obično je prijavljivano najviše mesto rekorda na bilo kojoj od tih lista. Bilbord je 30. novembra 1991. uveo novi metod određivanja Hot 100, „kombinacijom stvarne radio emisije koju elektronski nadgleda Nielsen Broadcast Data Systems (BDS), dodatnih plejlista sa stanica na malom tržištu, i stvarnih informacija sa mesta prodaje koje je obezbedio Nielsen SoundScan.” Do 1998. godine, sve pesme koje se nalaze na listi su morale biti fizički dostupne kao singl.

## Literatura
- Australia. Kent, David. Australian Chart Book 1940–1969: the hit songs and records from thirty years of specially compiled charts. Turramurra, N.S.W.: Australian Chart Book, (2005).  0-646-44439-5
- Australia. Kent, David. Australian Chart Book 1970–1992: 23 years of hit singles & albums from the top 100 charts. Turramurra, N.S.W.: Australian Chart Book, (1993).  0-646-11917-6
- Australia. Kent, David. Australian Chart Book 1993–2009: the hit singles and albums from 17 years of Australia's national charts. Turramurra, N.S.W.: Australian Chart Book, (2010).  978-0-646-52995-0
- Australia. Kent, David. The Australian top 20 book (1940-2006): All the top 20 singles charts covering more than 67 years. Turramurra, N.S.W.: Australian Chart Book, (2007).  978-0-646-47665-0
- Australia. Ryan, Gavin. Australia's Music Charts 1988-2010: Containing ARIA Chart information from their Singles, Albums and Music DVD Charts. Mt Martha, Vic.: Moonlight Publishing, 2011
- Australia. Barnes, Jim and Stephen Scanes. The Book: Top 40 Research 1956-2010. Gorokan, N.S.W.: Scanes Music Research, (2011).  0-646-25736-6
- Austria. Wittmann, Wolfgang. Österreichisches Hitlexikon. 1956-1983/84. Graz: DBV Verlag, 1984 OCLC 144800830
- Belgium. Collin, Robert. Het Belgisch Hitboek: 45 jaar hits in Vlaanderen: 1954-1999. Lier: Vox, (1999).  90-76695-01-6
- Belgium. Jaspers, Sam. Ultratop 20.000 hits!: 1995-2005. Deurne (Antwerpen): Book & Media Publishing, (2006).  90-5720-232-8
- Canada. Lwin, Nanda. The Canadian singles chart book: 1975–1996. Mississauga, Ont.: Music Data Canada, (1996).  1-896594-09-3
- Canada. Lwin, Nanda. Top 40 hits: the essential chart guide. Mississauga, Ont.: Music Data Canada, (2000).  1-896594-13-1
- Canada. Lwin, Nanda. Top albums: the essential chart guide. Toronto: Music Data Research, (2003).  1-896594-14-X
- Canada. Tarling, Brian. RPM's Pop Charted Songs: From June 24, 1964 to February 10, 1990. Burnaby, B.C.: Brian Tarling, (2015).  978-0-9877593-2-0 854p.
- Canada. Tarling, Brian. RPM's Pop Charted Tracks: Hit Songs From Across Canada: 1990 to 2000. Burnaby, B.C.: Brian Tarling, 2018 432p.
- Denmark. Jensen, Andrew & Jan Poulsen. Hitlisten, alt om 2.015 hits på Tjeklisten. Copenhagen: Gyldendal, (2005).  87-02-03549-9
- Finland. Pennanen, Timo. Sisältää hitin: levyt ja esittäjät Suomen musiikkilistoilla vuodesta 1972. Helsingissä: Otava, (2006).  951-1-21053-X
- Finland. Lassila, Juha. Mitä suomi soittaa?: hittilistat 1954-87. Jyväskylä: Jyväskylän yliopisto, Nykykulttuurin tutkimusyksikkö, (1990).  951-680-321-0
- France. Habib, Elia. Muz hit .tubes: tubes, numéros 1, disques d'or, charts, 1984-2002. Rouillon: Alinéa bis éd., (2002).  2-9518832-0-X
- France. King, Alex. Hit-parade: 20 ans de tubes. Paris: Editions Pascal, (2005).  2-35019-009-9
- France. Suiveng, Yannick. Dictionnaire des tubes en France: 1950-2010, 60 ans de hits !. Domptin: Carrefour du net, (2010).  978-2-35451-060-2
- Germany. Ehnert, Günter. Hit Bilanz: deutsche Chart Singles: 1956-1980. Hamburg: Taurus Press, (1990).  3-922542-24-7
- Germany. Ehnert, Günter. Hit Bilanz: deutsche Chart Singles: 1981-1990. Hamburg: Taurus Press, (1994).  3-922542-44-1
- Germany. Ehnert, Günter. Hit Bilanz: deutsche Chart Singles: 1991-2000. Hamburg: Taurus Press, (2002).  3-922542-74-3
- Germany. Ehnert, Günter. Hit Bilanz: deutsche Chart Singles: 1956-2001 CD-ROM. Hamburg: Taurus Press, (2002).  3-922542-60-3
- Germany. Ehnert, Günter. Hit Bilanz: Singles 1956-1980 Top 10. Hamburg: Taurus Press, (1990).  3-922542-41-7 chronological
- Germany. Ehnert, Günter. Hit Bilanz: Singles 1981-2000 Top 10. Hamburg: Taurus Press, (2001).  3-922542-46-8 chronological
- Germany. Ehnert, Günter. Hit Bilanz: LP 1962-1986. Hamburg: Taurus Press, (1988).  3-922542-29-8
- Germany. Amtage, Jörg & Matthias Müller. Alle Hits aus Deutschlands Charts 1954-2003. Berlin: Pro Business, (2003).  3-937343-20-2 (2 vols.)
- Germany. 30 Jahre Single-Hitparade die Jahres-Single-Hitparaden vom 20. Dez. 1959 bis 15. Dez. 1988. Starnberg: Keller, 1989 (Supplement: 40 Jahre Single-Hitparade: Ergänzungsband 1989-1998 (2000))
- Ireland. Gogan, Larry. The Larry Gogan book of Irish chart hits. Dublin: Maxwell in association with RTÉ Radio 2, (1987).  1-870846-00-1
- Ireland. Kelly, Eddie. The complete guide to Ireland's top ten hits 1954-1979. Dublin: Original Writing, (2010).  978-1-907179-33-4
- Italy. Padovano, Romy. Hit parade: classifiche, dischi, artisti dagli anni '50 ai nostri giorni. Milan: Mondadori, (1997).  88-04-42563-6
- Italy. Salvatori, Dario. 40 anni di hit parade italiana: [le canzoni, gli interpreti, i record e le curiosità di tutte le classifiche dal 1957 a oggi]. Firenze: Tarab, (1999).  88-86675-55-0
- Italy. Spinetoli, John Joseph. Artisti In Classifica: I Singoli: 1960-1999. Milano: Musica e dischi, 2000
- Italy. Spinetoli, John Joseph. Artisti In Classifica: I Album: 1970-1996. Milano: Musica e dischi, 1997
- Japan. Single Chart-Book Complete Edition 1968–2010. Tokyo: Oricon, (2012).  4-87131-088-4
- Japan. Album Chart-Book Complete Edition 1970–2005. Tokyo: Oricon, (2006).  4-87131-077-9
- Netherlands. Hit dossier: 1939 tot 1998: samengesteld door Johann van Slooten met medewerking van de stichting Nederlandse top 40. Haarlem: Becht, (1998).  90-230-0974-6
- Netherlands. Top 40 Hitdossier: 1965-2022. ['s-Graveland]: Just Publishers, (2023).  978-90-8975-664-0
- Netherlands. Arens, Bart, Edgar Kruize and Ed Adams. Mega Top 50 presenteert: 50 jaar hitparade: zoals wekelijks uitgezonden bij de publieke omroep tussen 1963 en 2013. Houten: Spectrum, Uitgeverij Unieboek, (2013).  978-90-00-33100-0
- New Zealand. Freeman, Warwick. New Zealand Top 20 Singles of the Sixties. Warkworth: Warwick Raymond Freeman, (2016).  9780473374426 205p.
- New Zealand. Scapolo, Dean. The complete New Zealand music charts, 1966–2006: singles, albums, DVDs, compilations. Wellington: Maurienne House, (2007).  978-1-877443-00-8
- Norway. Gilde, Torre. Den store norske hitboka: en komplett guide til populaermuikken i norge 1958-1993. Oslo: Exlex, (1994).  82-7776-000-0
- South Africa. Kimberley, C. South Africa Chart Book. Harare: C. Kimberley, 1997
- Spain. Salaverri, Fernando. Sólo éxitos: 1959-2012. Madrid: Fundación SGAE, (2015).  978-84-8048-866-2
- Sweden. Hallberg, Eric. Eric Hallberg presenterar Kvällstoppen i P3: Sveriges radios topplista över veckans 20 mest sålda skivor 10/7 1962-19/8 1975. Värmdö: Drift musik, (1993).  91-630-2140-4
- Sweden. Hallberg, Eric and Ulf Henningsson. Eric Hallberg, Ulf Henningsson presenterar Tio i topp med de utslagna på försök 1961-74. Stockholm: Premium, (2012).  978-91-89136-89-2
- Sweden. Wendt, Wille. Topplistan: the official Swedish single & album charts 1975–1993. Stockholm: Premium, (1993).  91-971894-2-1
- Switzerland. Hufschmid, Gusty. 33 Jahre Schweizer Hitparade — Single Charts. Starnberg: J. Keller, (2001).  3-7808-0182-5
- United Kingdom. The Virgin book of British hit singles. Volume 2. London: Virgin Books, (2010).  978-0-7535-2245-5
- United Kingdom. The Virgin book of Top 40 charts. London: Virgin Books, (2010).  978-0-7535-2200-4 chronological
- United Kingdom. The Virgin book of British hit albums. London: Virgin Books, (2009).  978-0-7535-1700-0
- United Kingdom. Warwick, Neil et al. The complete book of the British charts: singles & albums. London: Omnibus Press, (2004).  1-84449-058-0

Note: The four books above have been superseded by the Betts/OCC set of books, thus: 
- United Kingdom. Betts, Graham. The Official Charts & Hits - The Fifties. London: Official UK Charts Company, (2020).  978-1-7905-5812-4
- United Kingdom. Betts, Graham. The Official xx Hits Book (60s; 70s; 80s; 90s; 00s; 10s). London: Official UK Charts Company, 2019-20 six volumes
- United Kingdom. Betts, Graham. The Official Singles Charts: 70s; 80s; 90s; 00s; 10s. London: Official UK Charts Company, 2019-20 five chronological volumes
- United Kingdom. Betts, Graham. The Official Albums Charts: 70s; 80s; 90s; 00s; 10s. London: Official UK Charts Company, 2019-20 five chronological volumes
- United Kingdom. Betts, Graham. The Official Compilations Charts: 90s; 00s; 10s. London: Official UK Charts Company, 2019-20 three chronological volumes
- United Kingdom. Rees, Dafydd et al. 40 years of NME charts. London: Boxtree, (1995).  0-7522-0829-2 chronological
- United Kingdom. Rees, Dafydd et al. 30 years of NME album charts. London: Boxtree, (1995).  0-7522-0824-1 chronological
- United Kingdom. White George R. British Hit EPs 1955-1989. York: Music Mentor, (2014).  978-0-9562679-6-2
- United States. Joel Whitburn's Billboard pop hits, singles & albums, 1940–1954. Menomonee Falls, Wisc.: Record Research, (2002).  0-89820-152-7
- United States. Joel Whitburn’s Top Pop Singles 1955–2018. Menomonee Falls, Wisc.: Record Research, 2019
- United States. Joel Whitburn's Top Pop Albums 1955-2016. Menomonee Falls, Wisc.: Record Research, 2018
- United States. Whitburn, Joel. Billboard Hot 100 Charts. Menomonee Falls, Wisc.: Record Research, various dates (comprises 1950s; The Sixties; The Seventies; The Eighties; The Nineties; The 2000s) chronological
- United States. Joel Whitburn presents Billboard Pop Album Charts 1965-1969. Menomonee Falls, Wisc.: Record Research, (1993).  0-89820-097-0 chronological
- Zimbabwe. Kimberley, C. Zimbabwe: singles chart book. Harare: C. Kimberley, 2000
- Zimbabwe. Kimberley, C. Albums chart book: Zimbabwe. Harare: C. Kimberley, 1998